# Зимові Дефлімпійські ігри 1999
XIV Зимові Дефлімпійські ігри пройшли в м. Давос, Швейцарія, з 8 по 14 березня 1999 року. У змаганнях взяло участь 265 спортсменів із 18 країн. Це вже треті дефлімпійські ігри, які були проведені у Швейцарії. Перші з них — Зимові Дефлімпійські ігри 1959, другі — Зимові Дефлімпійські ігри 1971. Крім цього, у 1999 році МКСГ виповнилося 75 років. У Давосі, окрім основних видів спорту, було додано ще один демонстраційний вид спорту — сноубординг.

## Дисципліни
Змагання пройшли з 4 спортивних дисциплін.

### Індивідуальні
| - Гірськолижний спорт - Лижні гонки - Сноубординг |

### Командні
| - Хокей - Лижні гонки |

## Країни-учасники
У XIV Зимових дефлімпійських іграх взяли участь спортсмени з 18 країн :
| - Австралія - Австрія - Німеччина - Італія - Канада - Литва |  | - Норвегія - Росія - Словаччина - Словенія - Україна - США |  | - Фінляндія - Франція - Чехія - Швейцарія - Швеція - Японія |

## Нагороди
Країна господар (Швейцарія)
| Місце    | Країна     | Золото | Срібло | Бронза | Загалом |
| -------- | ---------- | ------ | ------ | ------ | ------- |
| 1        | Росія      | 4      | 4      | 2      | 10      |
| 2        | Чехія      | 4      | 0      | 0      | 4       |
| 3        | Італія     | 3      | 4      | 0      | 7       |
| 4        | Норвегія   | 3      | 0      | 1      | 4       |
| 5        | США        | 2      | 8      | 5      | 15      |
| 6        | Швейцарія  | 2      | 0      | 2      | 4       |
| 7        | Швеція     | 1      | 2      | 0      | 3       |
| 8        | Словенія   | 1      | 1      | 1      | 3       |
| 9        | Франція    | 1      | 0      | 1      | 2       |
| 10       | Канада     | 1      | 0      | 0      | 1       |
| 11       | Словаччина | 1      | 0      | 0      | 1       |
| 12       | Австрія    | 0      | 2      | 3      | 5       |
| 13       | Японія     | 0      | 1      | 1      | 2       |
| 14       | Литва      | 0      | 1      | 0      | 1       |
| 15       | Фінляндія  | 0      | 0      | 5      | 5       |
| 16       | Німеччина  | 0      | 0      | 2      | 2       |
| 17       | Австралія  | 0      | 0      | 0      | 0       |
| 17       | Україна    | 0      | 0      | 0      | 0       |
| Total:   | Total:     | 23     | 23     | 23     | 69      |
| Загалом: | Загалом:   | 23     | 23     | 23     | 69      |